# Fracture (videogioco)
Fracture  è un videogioco del 2008, sviluppato da Day 1 Studios e pubblicato da LucasArts.

## Modalità di gioco
La caratteristica del gameplay del gioco è quella di utilizzare le armi futuristiche presenti nel gioco per poter modificare il terreno circostante a proprio piacimento, in modo da poter costruire terrapieni per ripararsi o buche per isolare o far perdere equilibrio ai nemici.